# 運動生理学

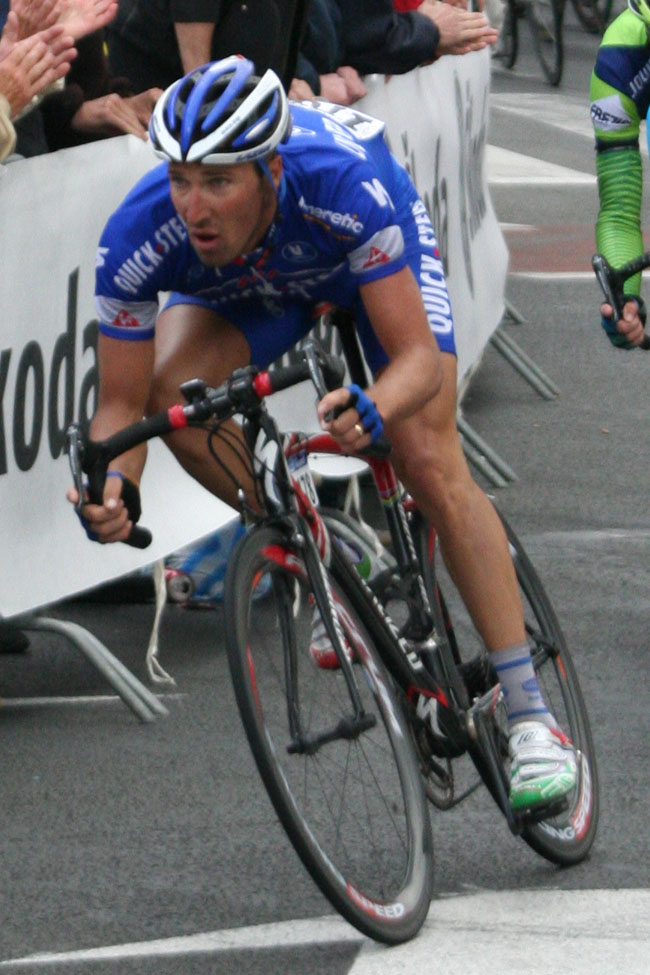
サイクリストは、パフォーマンスを最適化するために運動生理学者によりトレーニングを行ったり評価を受けることがある 。

運動生理学（うんどうせいりがく）は、 身体運動の生理学のことである。  関連する健康専門職の 1つであり、運動に対する急性的および慢性的な応答の研究領域に関わっている。     
運動の効果を理解することは、 持久力トレーニングあるいは筋力トレーニングによって機能的な能力や筋力の変化を引き起こす、 筋肉 、 心血管 、および神経ホルモン系の特定の変化についての研究と関わっている 。 身体におけるトレーニングの効果は、運動によって身体に生じる適応応答としての反応あるいは「運動によって引き起こされる代謝の向上」 と定義されてきた。 
運動生理学者は病気が運動に及ぼす影響や、運動によって病気の進行を遅らせたり病気から回復させるメカニズムについて研究している。

## 歴史
イギリスの生理学者Archibald Hillは、1922年に最大酸素摂取量と酸素負債の概念を導入した。   Hillおよびドイツの医師であるオットーマイヤーホフは、筋エネルギー代謝に関連する独立した研究に対して1922年のノーベル生理学または医学賞を受賞した。  この業績により、科学者たちは運動中の酸素消費量の計測を始めた。 Minnesota大学のHenry Taylor、スカンジナビアの科学者であるPer-Olof ÅstrandおよびBengt Saltinが1950年代および1960年代に、とりわけHarvard Fatigue Laboratory、ドイツの大学、Copenhagen Muscle Research Centreで大きな貢献をした  
いくつかの国では、運動生理学者はプライマリヘルスケアプロバイダーである。認定運動生理学者（AEP: Accredited Exercise Physiologists）は大学で教育を受けた専門職であり、個々人に対してさまざまな症状への治療的介入による運動処方を行う。運動処方は容量反応関係（運動量に応じた反応の関係）に基づいて行われる。 

## エネルギー消費
ヒトは長時いる。 

## 代謝の変化
代謝は変化する